# Dazit
Dazit (auch Dacit) ist ein felsischer, saurer bis intermediärer Vulkanit und als solcher das vulkanische Pendant zum Granodiorit. Dazitische/granodioritische Magmen sind subalkalisch und gehören zur kalkalkalischen Vulkanitserie (mit mittlerem Kaliumgehalt). Sie sind außerdem metaluminos (A'/F < 0,33), übersättigt an SiO2 und Quarz-normativ.
Paläovulkanische Dazite werden als Quarzporphyrit bezeichnet.

## Etymologie und Geschichte
Der Name „Dazit“ leitet sich von der ehemaligen römischen Provinz Dacia ab. Er wurde zum ersten Mal im Jahr 1863 von Franz von Hauer und Guido Stache in ihrer wissenschaftlichen Arbeit Geologie Siebenbürgens verwendet, um damit diese quarzreiche und Oligoklas führende Trachytvarietät (zuvor noch Quarztrachyt genannt) von gewöhnlichen Trachyten abzugrenzen. Sie bezogen sich dabei auf eine im selben Jahr erschienene Beschreibung des Gesteins mit den Ergebnissen einer mikroskopischen Untersuchungen durch Ferdinand Zirkel in den Sitzungsberichten der k.k. Akademie der Wissenschaften zu Wien.
Die Typlokalität liegt im Tal des Sebes-Körös in der Nähe der Ortschaft Poieni (früher Kissebes) im nördlichen Apuseni-Gebirge in Rumänien. Dort befinden sich zahlreiche Steinbrüche im Dazit und in anstehenden Trachyten, die zur Zeit von Hauer und Stache das Gestein umfassend aufschlossen.
Die Vorkommen zwischen Poieni und dem benachbarten Bologa (früher Sebesvár) gewannen kurze Zeit nach der wissenschaftlichen Beschreibung des Gesteins auf Grund seiner physikalisch-technischen Qualität große wirtschaftliche Bedeutung. Aus dem wichtigsten Steinbruchsbetrieb dieser Region lieferte sein Betreiber ab 1872 große Mengen an Pflastersteinen für Straßen und Fußwege. Bedeutende Lieferorte im damaligen Ungarn waren Budapest, Békéscsaba, Brassó, Debrecen, Gyula, Kolozsvár, Orosháza, Szarvas, Szeged (Schwerpunkt der Lieferungen), Szolnok sowie weitere Städte. Ferner nutzte die Eisenbahn das Gestein in Form von Blöcken für Brücken der Alfölder-Bahn und als Gleisschotter. Im Jahr 1881 erbaute man einen Gleisanschluss für die neu erschlossenen Gewinnungsstellen am linken Hang des Körös-Tales.

## Klassifikation

Dazit im Streckeisendiagramm

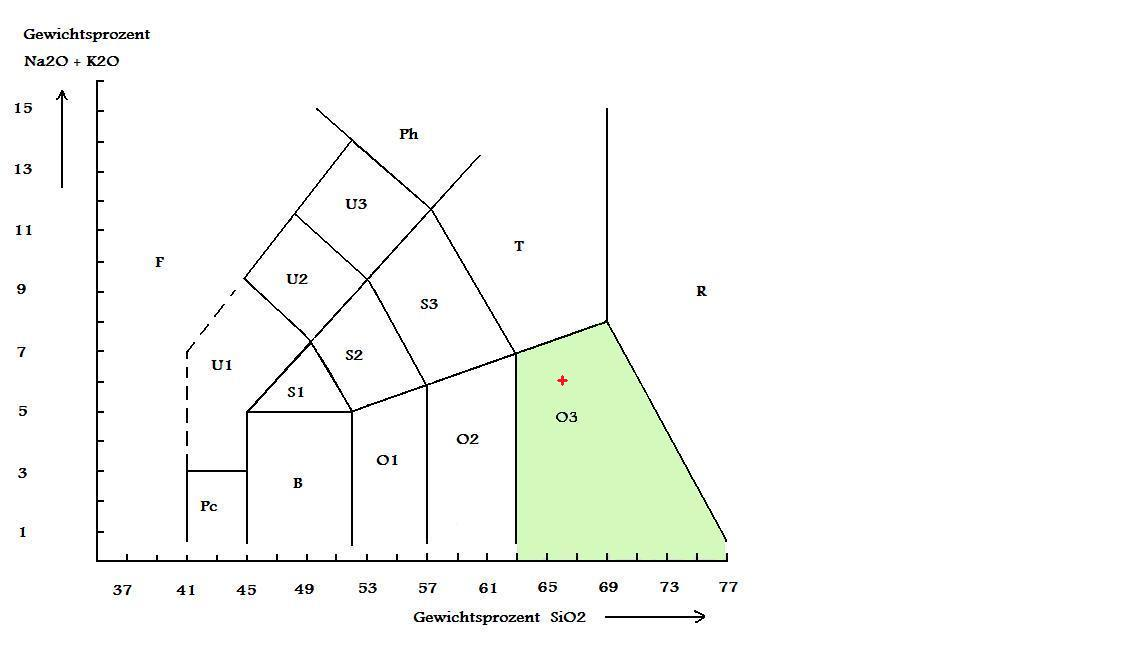
Dazit im TAS-Diagramm, rot markiert die Zusammensetzung des Durchschnitt-Dazits

Im Streckeisendiagramm nimmt Dazit die QAPF-Felder 4 und 5 ein, d. h. der Plagioklasanteil am Feldspatgehalt ist größer als 65 % und sein modaler Quarzanteil variiert zwischen 20 und 60 %. Sind die Mineralbestandteile nicht zu erkennen, so wird er anhand chemischer Analysen im TAS-Feld O3 definiert, d. h. sein Gewichtsanteil an SiO2 liegt normalerweise zwischen 63 und 68 % (kann aber auch höher sein) und sein Gewichtsanteil an Na2O und K2O ist insgesamt kleiner als 7 – 8 %.

## Zusammensetzung
Dazit besteht zu etwa 66 Gewichtsprozent aus Siliziumdioxid. Er ist ein Ergussäquivalent des Granodiorit und des Tonalit. In einer dichten Grundmasse liegen Einsprenglinge von Plagioklas und Quarz. Als dunkles Gemengeteil kommt überwiegend Hornblende vor.

### Mineralbestand
- Als Einsprenglinge fungieren:
  - Quarz – abgerundet und mit Korrosionserscheinungen. Sein gehäuftes Auftreten ist ein wichtiges Unterscheidungsmerkmal zu den Andesiten
  - Plagioklas – Oligoklas bis Andesin/Labradorit, oft zoniert, verzwillingt und kann ebenfalls Korrosionserscheinungen zeigen. Enthält im Zonarbau manchmal auch konzentrische Glaseinschlüsse
  - Sanidin – bei häufigem Auftreten entstehen Übergänge zu Rhyodazit und Rhyolith
  - Biotit – braun
  - Hornblende – braun, grünlich braun, edenitische oder hastingsitische Zusammensetzung. Weiterhin können hinzutreten:
  - Augit – grün
  - Orthopyroxen (Hypersthen/Enstatit)
- Als Akzessorien können vorliegen:
  - Granat (Almandin)
  - Cordierit
  - Olivin
  - Magnetit, Titanomagnetit, Hämatit und Ilmenit, sowie ferner
  - Zirkon, Titanit, Apatit und Fluorit
- Die Grundmasse ist meist mikrokristallin ausgebildet, oft aber auch glasig bzw. kryptokristallin. Sie besteht aus einem Netzwerk winziger Feldspäte und Quarz bzw. Tridymit als Zwickelfüller.

Insgesamt variiert das Gefüge von Daziten von vollkommen kristallinen Formen ausgehend über Mischformen (entglaste Typen) hin zu rein glasigen Formen wie Dazit-Obsidianen, Pechsteinen und Bimsen.

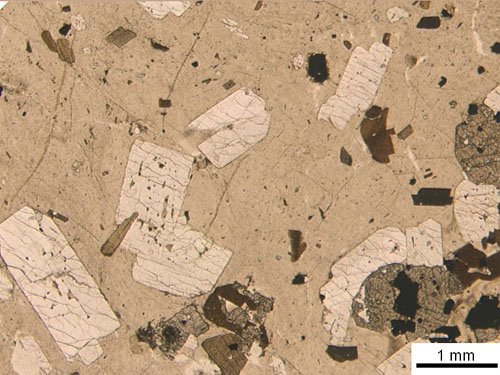
Dazit im Dünnschliff

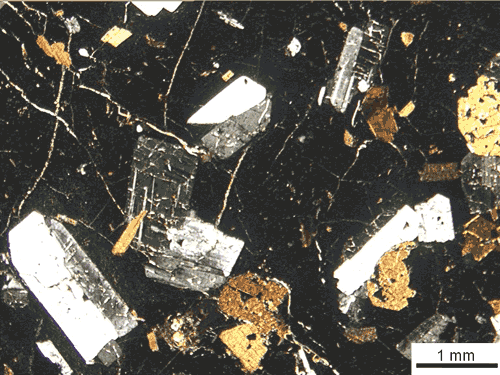
Desgleichen unter gekreuzten Nicols

### Chemische Zusammensetzung
Folgende Tabelle gibt die Mittelwerte chemischer Analysen von 651 Daziten mit der Umrechnung in die CIPW-Norm wieder, sowie zwei Beispiele von der Typlokalität im Apuseni und vom Pinatubo (Philippinen) für die Zusammensetzung der Spurenelemente:
| Oxid       | Gewichtsprozent | CIPW-Norm | Prozent | Spurenelemente | Typlokalität (ppm) | Pinatubo (ppm) |
| ---------- | --------------- | --------- | ------- | -------------- | ------------------ | -------------- |
| SiO2       | 65,98           | Q         | 21,49   | Pb             | 12                 | 7 – 14         |
| TiO2       | 0,59            | Or        | 12,99   | Cu             | 10                 | 0 – 98         |
| Al2O3      | 16,15           | Ab        | 32,56   | Ni             | 14                 | 11 – 40        |
| Fe2O3      | 2,47            | An        | 20,27   | Cr             | 17                 | 19 – 140       |
| FeO        | 2,33            | Di        | 0,40    | V              | 67                 | 69 – 89        |
| MnO        | 0,09            | Hy        | 8,96    | Zr             | 130                | 105 – 127      |
| MgO        | 1,81            | Mt        | 1,69    | Y              | 29                 | 11 – 15        |
| CaO        | 4,38            | Il        | 1,12    | Sr             | 280                | 473 – 617      |
| Na2O       | 3,85            | Ap        | 0,34    | Ba             | 1100               | 347 – 509      |
| K2O        | 2,20            |           |         | Rb             | 110                | 34 – 45        |
| P2O5       | 0,15            |           |         | Nb             | 20,5               | 3 – 5          |
| Mg#        | 0,57            |           |         |                |                    |                |
| Al/K+Na+Ca | 0,13            |           |         |                |                    |                |

## Äußere Erscheinung und Varietäten

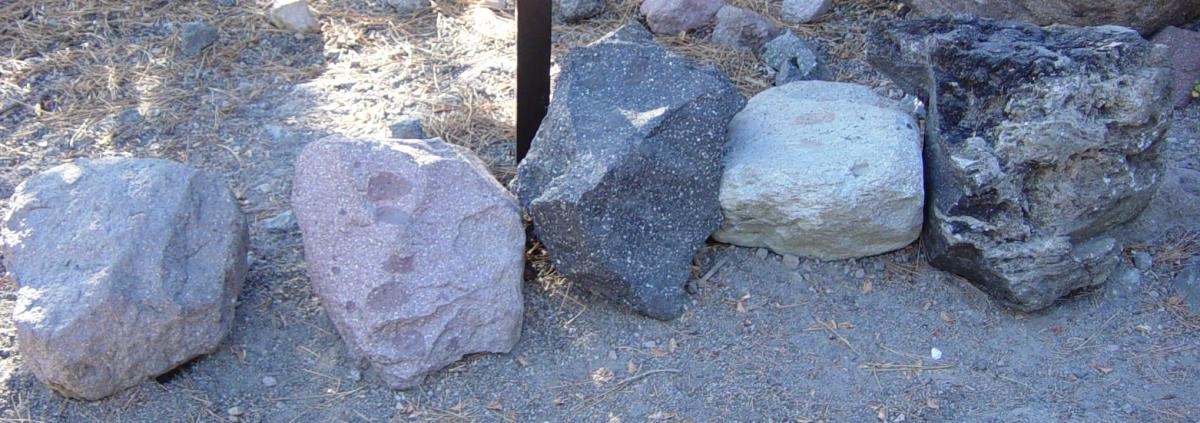
Verschiedenfarbige Arten von Dazit

Dazit ist feinkörnig und hat meist eine blassgraue bis rötlich-braune Farbe, wobei zu beachten ist, dass sein äußeres Erscheinungsbild sehr stark vom eventuellen Glasanteil abhängig ist. Seine Farbzahl liegt gewöhnlich zwischen 12 und 14, d. h. 12–14 % sind dunkle mafische Minerale. Dazite mit einer Farbzahl < 5 sind Leukodazite, mit einer Farbzahl > 25 Meladazite.
Hornblende-Dazit und Biotit-Dazit sind meist grau, bräunlich oder gelblich gefärbt. Augit-Dazit und Enstatit-Dazit sind von dunkler Färbung.
Verantwortlich für die letztendliche Farbgebung sind neben den Einsprenglingen mit ihrer charakteristischen Eigenfärbung feinverteilte Pigmentminerale wie Hämatit, Goethit und Chlorit.

## Entstehung und Assoziation

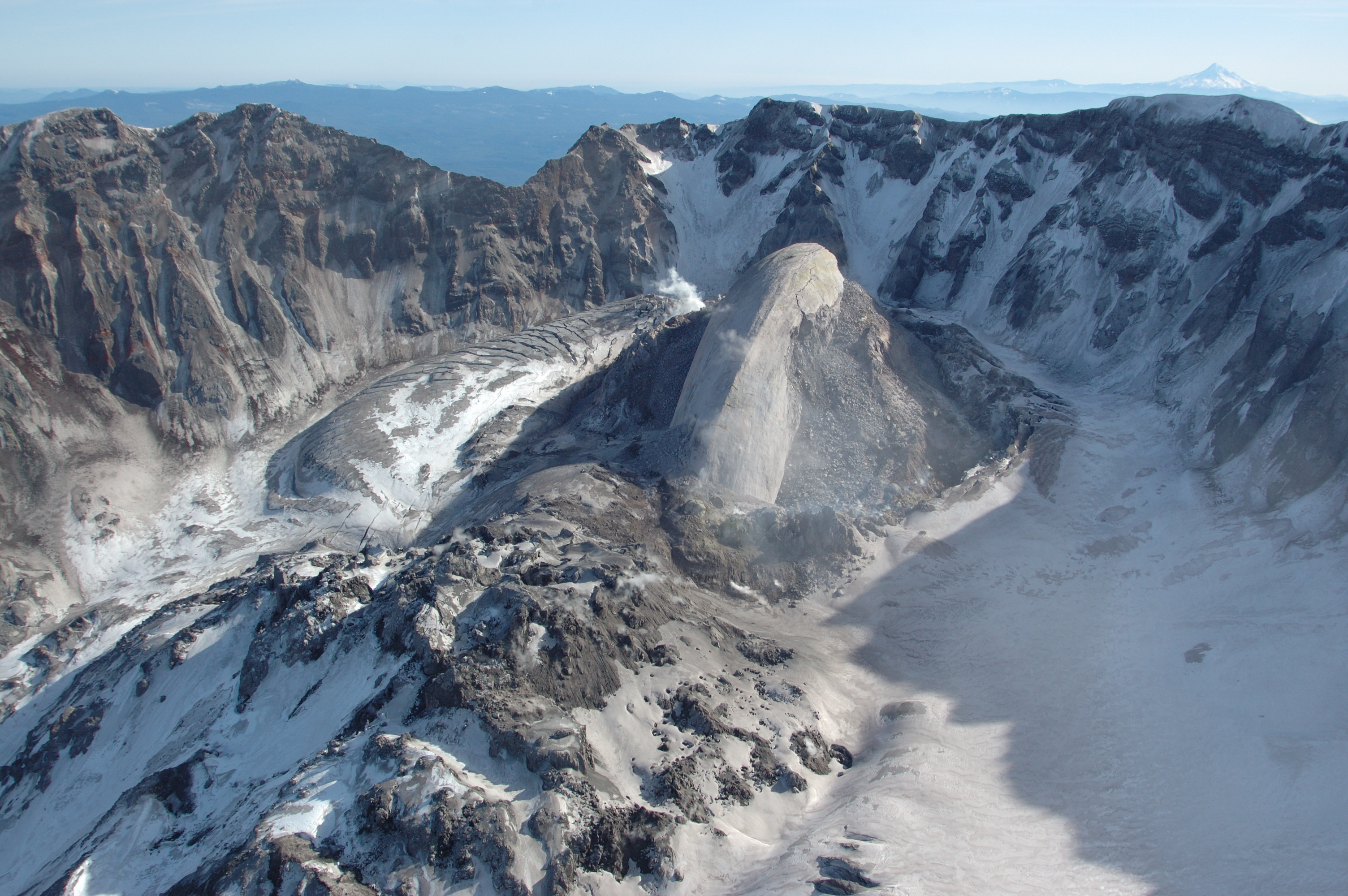
Der unlängst aufgedrungene Lavadom („Walrücken“) im Vulkan des Mount Saint Helens besteht aus Dazit.

Dazit bildet sich durch schnelle Abkühlung von zähflüssigem Magma, das bei Temperaturen von etwa 800 bis 1000 °C als Lava austritt. Es wurde unter anderem 1980 durch den Mount St. Helens und 1991 durch den Vulkan Pinatubo explosiv als Dazit-Asche ausgestoßen. Dazit kann aber auch Gänge und massive Intrusionen in Vulkanzentren bilden.
Obwohl dazitisches Magma gegenüber Rhyolith ärmer an Siliziumdioxid ist, kann es dennoch eine höhere Viskosität erreichen – in der Gefährlichkeit der Ausbruchstätigkeit steht es rhyolitischen Magmen somit in nichts nach. Das hohe explosive Potential dazitischer Magmen erklärt sich aufgrund des hohen Kristallgehalts in der bereits recht kieselsäurereichen Schmelze. So kann es zu plinianischen Eruptionen enormen Ausmaßes kommen, durch die sehr große Mengen an Tephra und heißen vulkanischen Gasen hoch in die Stratosphäre gelangen.
Für Dazite gibt es bislang kein einheitliches Entstehungsmodell, und es ist durchaus wahrscheinlich, dass mehrere Mechanismen zur Bildung von Dazitmagmen beitragen. Folgende Mechanismen werden gewöhnlich für Inselbogendazite herangezogen:
- Fraktionierte Kristallisation basischer Vorläufer (z. B. Basalte, basaltische Andesite).
- Vermischung von rhyolitischem Magma mit basischem Magma[5]; umgekehrt ist es auch möglich, dass basische Magmen stark von kieselsäurereichen Gesteinen kontaminiert wurden.
- Bildung dazitischer Schmelzen durch Aufschmelzen basaltischer Gesteine; letztere stammen dabei entweder aus amphibolitfaziellen Krustenbereichen[6][7] oder aus der eklogitfaziellen subduzierten Platte (Slab)[8][9].

Dazite sind meist mit Andesiten und Trachyten assoziiert.

## Auftreten und Fundorte
Dazite sind relativ häufig und treten in verschiedenen tektonischen und magmatischen Zusammenhängen auf:
- In ozeanischen Vulkanitserien. Beispiele: Island, Juan-de-Fuca-Rücken
- In kalkalkalischen und tholeiitischen Vulkanitserien der Subduktionszonen von Inselbögen und  aktiven Kontinentalrändern. Beispiele für dazitischen Magmatismus in Inselbögen sind Japan, die Philippinen, die Aleuten, die Antillen, der Sundabogen, Tonga und die Südlichen Sandwichinseln. Beispiele für dazitischen Magmatismus in aktiven Kontinentalrändern sind die Kaskadenkette, Guatemala und die Anden (Ecuador und Chile).
- In kontinentalen Vulkanitserien, oft in Assoziation mit Tholeiitbasalten und intermediären Gesteinen.

Fundorte von Dazit in Europa sind Deutschland (Weiselberg bei Oberkirchen im Saarland), Griechenland (Nisyros und Thera), Italien (eingeschaltet im Bozener Quarzporphyr, sowie Sardinien), Österreich (Steirischer Vulkanbogen), Rumänien (Siebenbürgen), Schottland (Argyll), Slowakei, Spanien (El Hoyazo bei Almería) und Ungarn.
Außereuropäische Fundorte sind weiterhin Iran, Marokko, Neuseeland (Vulkangebiet von Taupō), Türkei, USA und Sambia.
Dazit soll auch extraterrestrisch auf dem Mars vorhanden sein.

## Verwendung
Dazit wird für Bodenbeläge und Pflastersteine verwendet und ist unter verschiedenen Namen im Handel, so etwa unter „Kosice“ (Slowakei), „Szob“' (Ungarn) oder „Yazd Red“ (Iran). Es gibt farbige Varianten, die seit Jahrhunderten als Schmucksteine verwendet werden.